# Kolla santarosae
Kolla santarosae är en insektsart som beskrevs av Jensen-haarup 1922. Kolla santarosae ingår i släktet Kolla och familjen dvärgstritar. Inga underarter finns listade i Catalogue of Life.